# Panic!
Panic! is een videospel dat werd ontwikkel door Sega. Het spel kwam in 1993 als eerste uit voor de Mega-CD. In 2002 volgde in Japen een release voor de PlayStation 2.

## Platforms
| jaar | platform      |
| ---- | ------------- |
| 1993 | Mega-CD       |
| 2002 | PlayStation 2 |

## Ontvangst
| Beoordeeld door                      | Jaar | Platform | Score |
| ------------------------------------ | ---- | -------- | ----- |
| Sega-16.com                          | 2004 | SEGA CD  | 90%   |
| Video Games & Computer Entertainment | 1994 | SEGA CD  | 90%   |
| Game Players                         | 1995 | SEGA CD  | 82%   |
| Pixel-Heroes.de                      | 2006 | SEGA CD  | 70%   |
| Electronic Gaming Monthly (EGM)      | 1994 | SEGA CD  | 58%   |
| Defunct Games                        | 2005 | SEGA CD  | 41%   |
| GamePro (US)                         | 1995 | SEGA CD  | 20%   |
| The Video Game Critic                | 2002 | SEGA CD  | 0%    |